# Fiat 1100 T
De Fiat 1100 T is een door de Italiaanse autofabrikant FIAT geproduceerde lichte bedrijfswagen. Het was de eerste Fiat-bedrijfswagen die niet op een personenauto was gebaseerd. 

## Geschiedenis
Het model 1100 T werd vanaf 1957 geleverd als bestelwagen, pick-up, minibus en chassis (bestuurderscabine met platform). De 1100 T met frontstuur was uitgerust met een 1089 cm³ viercilinder lijnmotor (type 103 D.007) die 28 kW leverde bij 4800 tpm. De auto had een topsnelheid van 90 km/u. Het toegestane totaalgewicht was 2400 kg, het nuttig laadvermogen 1100 kg. De wielbasis was 2300 mm. 
De 1100 T2, uitgebracht in 1959, was uitgerust met een 1222 cm³ benzinemotor die 33 kW leverde. Vanaf 1962 was er de Fiat 305D met 1901 cm³ dieselmotor met 34,5 kW. In 1963 steeg het laadvermogen tot 1,3 ton terwijl de Fiat 116-benzinemotor met 1295 cm³ en 35 kW vanaf dat moment de vorige benzinemotor verving.
Van 1966 tot 1968 heette het model 1100 Q2 en had nu de Fiat-benzinemotor 115C met 1481 cm³ en 39 kW. In 1968 werd deze vervangen door de AZ-benzinemotor met 1438 cm³ en 37,5 kW, die meer koppel had bij een lager verbruik. De dieselmotor werd vervangen door de nieuwe Fiat-motor 237AZ (1895 cm³, zelfde vermogen).

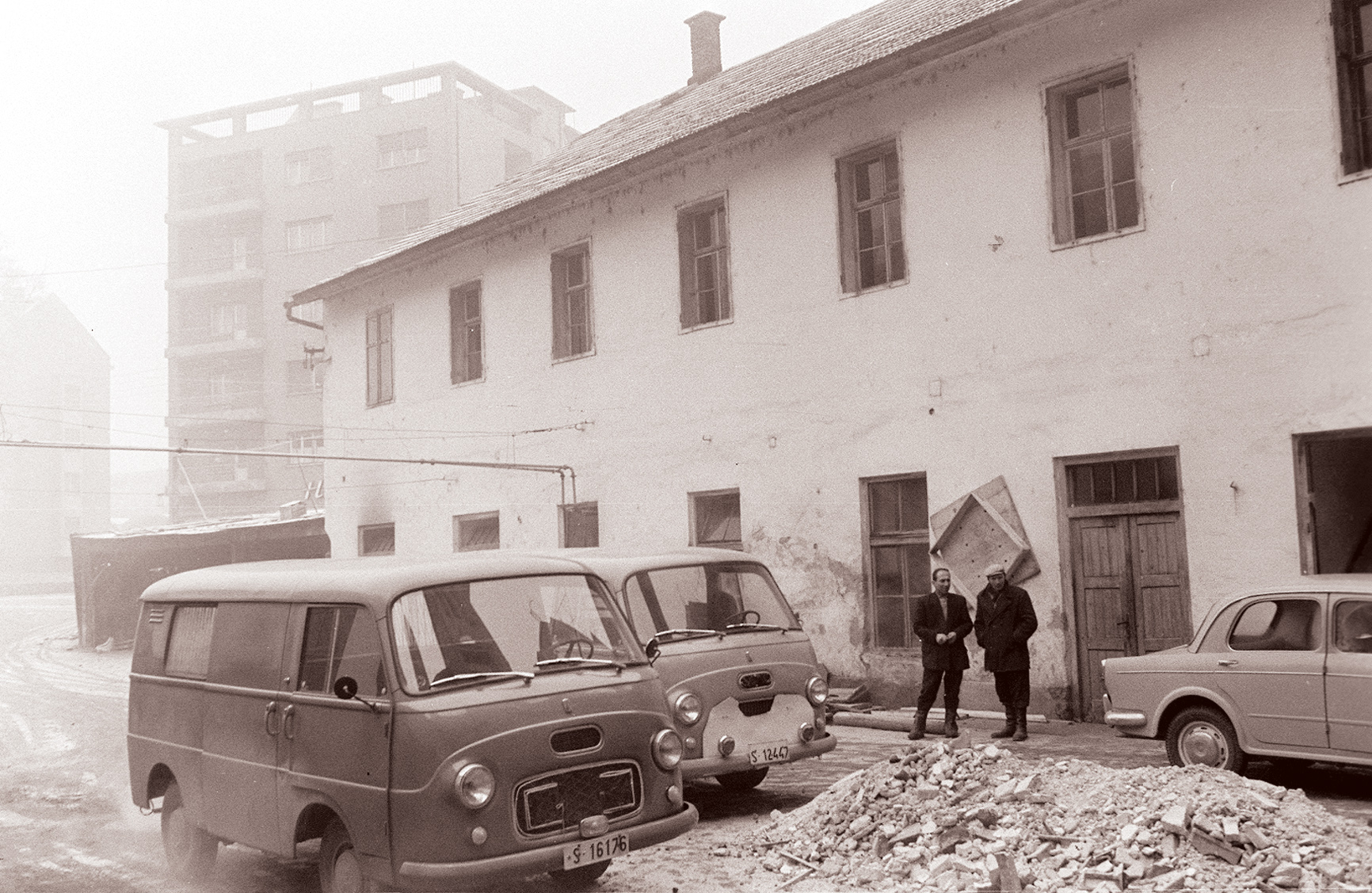
Zastava 1100 T (1961)

Het model werd ook onder licentie geproduceerd door Steyr-Puch in Oostenrijk en bij Zastava in Joegoslavië als Zastava 1100 T.
In 1971 werd de productie in Italië beëindigd. De opvolger, de Fiat 238 die sinds 1966 werd geproduceerd, werd tegelijkertijd herzien.
Huidige modellen: 
124 Spider ·
500 ·
500e ·
500L ·
500X ·
600 ·
Aegea ·
Argo ·
Cronos · 
Doblò · 
Ducato ·
Fiorino ·
Fullback ·
Linea ·
Palio · 
Panda · 
Punto · 
Qubo ·
Scudo · 
Siena ·
Strada ·
Tipo · 
Ulysse
Historische modellen na de Tweede Wereldoorlog: 
124 · 
125 · 
126 · 
127 · 
128 · 
130 · 
131 · 
132 · 
133 · 
147 · 
148 · 
242 ·
500 ·
600 · 
600 Multipla · 
850 · 
1100 · 
1200 · 
1300/1500 · 
1400/1900 · 
1800/2100 · 
2300 · 
Albea ·
Argenta · 
Barchetta · 
Bianchina ·
Bravo · 
Brío · 
Campagnola · 
Cinquecento · 
Coupé · 
Croma · 
Dino · 
Duna · 
Elba ·
Fiorino ·
Freemont ·
Grande Punto ·
Idea ·
Marea · 
Marengo · 
Mod 5 · 
Multipla · 
Oggi · 
Panorama · 
Penny · 
Prêmio · 
Regata · 
Ritmo · 
Sedici ·
Seicento · 
Spazio · 
Stilo ·
Talento · 
Tempra · 
Tipo · 
Turbina · 
Uno · 
Vivace · 
X1/9
Historische modellen voor de Tweede Wereldoorlog: 
1 · 
1T · 
10 HP · 
12 HP · 
24 HP · 
2B Torpedo · 
4 HP · 
501 · 
502 · 
503 · 
505/507 · 
508 · 
509 · 
510/512 · 
514 · 
515 · 
518 · 
519 · 
520 · 
521 · 
522 · 
524 · 
525 · 
527 · 
60 HP · 
70 · 
801 · 
1100 · 
1500 · 
2800 · 
Brevetti · 
Laundolet · 
Modello O · 
Tipo 2 · 
Tipo Torpedo · 
Topolino · 
Zero